# Izbuc
Izbuc – wieś w Rumunii, w okręgu Bihor, w gminie Cărpinet. W 2011 roku liczyła 547 mieszkańców.